# Do Somethin'
"Do Somethin'" là một bài hát của nghệ sĩ thu âm người Mỹ Britney Spears nằm trong album tuyển tập hit đầu tiên của cô, Greatest Hits: My Prerogative (2004). Nó được sáng tác và sản xuất bởi Christian Karlsson và Pontus Winnberg (thuộc nhóm sản xuất Bloodshy & Avant), với sự tham gia hỗ trợ viết lời của Henrik Jonback và Angela Hunte. Ban đầu, bài hát không có kế hoạch phát hành như là một đĩa đơn. Tuy nhiên, Britney muốn quay một video ca nhạc cho nó, và đã phải thuyết phục công ty thu âm của cô. Sau đó, nó được phát hành vào ngày 14 tháng 2 năm 2005 bởi Jive Records như là đĩa đơn thứ hai từ album trên toàn thế giới ngoại trừ Bắc Mỹ. Đây là một bản dance-pop mang những âm thanh của guitar điện, với lời bài hát nói về những khoảng thời gian vui vẻ và mặc kệ sự phán xét của người khác.
"Do Somethin'" nhận được những đánh giá tích cực từ các nhà phê bình, trong đó họ so sánh nó với đĩa đơn của Gwen Stefani "What You Waiting For?" (2004). Mặc dù không được phát hành tại Hoa Kỳ, nó vẫn lọt vào bảng xếp hạng Billboard Hot 100 ở vị trí thứ 100, nhờ vào doanh số tải nhạc trực tuyến. Nó cũng đạt được nhiều thành công trên toàn thế giới, lọt vào top 10 ở nhiều quốc gia như Úc, Đan Mạch, Thụy Điển và Vương quốc Anh. Đến cuối năm 2005, "Do Somethin'" là một trong những đĩa đơn bán chạy nhất tại Úc và Bỉ năm đó.
Một video ca nhạc của bài hát, do Billie Woodruff và Spears đồng đạo diễn, trong đó nữ ca sĩ mang cái tên khác là "Mona Lisa", cùng 4 người bạn nữ trình diễn và nhảy múa trong một hộp đêm. Việc sử dụng bảng hiệu Louis Vuitton trong video đã dẫn đến một vụ kiện chống lại Jive Records, kết thúc với việc Louis Vuitton giành chiến thắng và nhận được 80.000€ tiền bồi thường thiệt hại. Đoạn video sau đó cũng bị cấm chiếu trên tất cả các kênh truyền hình châu Âu. Spears đã biểu diễn "Do Somethin'" trong The M+M Tour (2007), The Circus Starring Britney Spears (2009) và Britney: Piece of Me (2013-15).

## Danh sách track
| - Đĩa CD 1. "Do Somethin'" (bản album) — 3:23 2. "Do Somethin'" (DJ Monk's Remix) [bản radio] — 4:13 - Đĩa CD maxi 1. "Do Somethin'" (bản album) — 3:25 2. "Do Somethin'" (DJ Monk Remix) [bản radio] — 4:16 3. "Do Somethin'" (Thick Vocal Mix) — 8:02 4. "Everytime" (Valentin Remix) — 3:24 | - Đĩa CD maxi tại Vương quốc Anh 1. "Do Somethin'" (bản album) — 3:23 2. "Do Somethin'" (Video) — 3:23 3. "Megamix" (Video) - Tải kĩ thuật số (Digital 45) 1. "Do Somethin'" — 3:22 2. "Do Somethin'" (Thick Vocal Mix) — 7:57 |

## Xếp hạng
| Bảng xếp hạng (2005)               | Vị trí cao nhất |
| ---------------------------------- | --------------- |
| Úc (ARIA)                          | 8               |
| Áo (Ö3 Austria Top 40)             | 21              |
| Bỉ (Ultratop 50 Flanders)          | 12              |
| Bỉ (Ultratop 50 Wallonia)          | 10              |
| Canada (Canadian Singles Chart)    | 16              |
| Czech Republic (IFPI)              | 11              |
| Đan Mạch (Tracklisten)             | 4               |
| Europe (Eurochart Hot 100 Singles) | 2               |
| Pháp (SNEP)                        | 70              |
| Đức (GfK)                          | 18              |
| Greece (IFPI Greece)               | 5               |
| Hungary (Mahasz)                   | 4               |
| Ireland (IRMA)                     | 4               |
| Hà Lan (Dutch Top 40)              | 13              |
| Na Uy (VG-lista)                   | 12              |
| Scotland (OCC)                     | 7               |
| Thụy Điển (Sverigetopplistan)      | 10              |
| Thụy Sĩ (Schweizer Hitparade)      | 11              |
| Anh Quốc (OCC)                     | 6               |
| US Billboard Hot 100               | 100             |

| Bảng xếp hạng (2005)             | Vị trí |
| -------------------------------- | ------ |
| Australian Singles Chart         | 67     |
| Belgian Singles Chart (Flanders) | 74     |
| Belgian Singles Chart (Wallonia) | 96     |

| Quốc gia                                                                           | Chứng nhận | Số đơn vị/doanh số chứng nhận |
| ---------------------------------------------------------------------------------- | ---------- | ----------------------------- |
| Úc (ARIA)                                                                          | Vàng       | 35.000^                       |
| Thụy Điển (GLF)                                                                    | Vàng       | 10.000^                       |
| Hoa Kỳ (RIAA)                                                                      |            | 366,000^                      |
| * Chứng nhận dựa theo doanh số tiêu thụ. ^ Chứng nhận dựa theo doanh số nhập hàng. |            |                               |